# Jeux asiatiques d'hiver de 1996
Navigation
Édition précédente Édition suivante
Les Jeux asiatiques d'hiver de 1996 constituent la troisième édition des Jeux asiatiques d'hiver, organisée du 4 au 11 février 1996 à Harbin, en République populaire de Chine.